# Catherine Bérubé
Pour les articles homonymes, voir Bérubé.
Catherine Bérubé est une actrice canadienne née en 1983 à Chambly.

## Biographie
Après un an d'études en graphisme, Catherine Bérubé opte pour le théâtre au Collège Dawson, où elle devient bilingue,. Elle est promue en 2004. Sa carrière commence en anglais par une tournée théâtrale de huit mois au Québec, en Ontario et au Nouveau-Brunswick au sein de la compagnie de théâtre Geordie Productions avec les pièces No Sweat et Gremlin.
En dehors des planches, c'est le rôle d’une adolescente russe forcée de se prostituer qui l'attend dans la série télé Human Trafficking en 2005, en compagnie de Laurence Leboeuf et Sarah-Jeanne Labrosse. Sa carrière en français commence en 2006 avec le rôle de Sophie, dans la série Pendant ce temps, devant la télé. Puis elle tourne dans un premier long-métrage cinéma avec un rôle secondaire dans La Vie secrète des gens heureux. En 2007, elle interprète le rôle de Bridget dans la série télé Sophie, version anglophone de la série québécoise Les Hauts et les Bas de Sophie Paquin.
La même année, elle devient directrice artistique du Théâtre Jambe de bois, qu'elle a cofondé avec son frère Patrick. Retour au cinéma en 2008 dans 5150, rue des Ormes. En 2009, premier film anglophone au cinéma: Recon 2023: The Gauda Prime Conspiracy. En 2010, sa carrière francophone prend véritablement son élan avec le rôle de Geneviève Daignault, dans la série télé Toute la vérité. Elle enchaîne avec la série à succès 19-2 et le rôle de la policière Audrey Pouliot qui lui vaut une nomination aux prix Gémeaux dans la catégorie Meilleure actrice pour un rôle de soutien en 2011.
En 2011 toujours, le public anglophone la réclame et elle enchaîne les rôles dans quelques films et séries télés, dont la version anglophone de 19-2. Puis, il y a quelques épisodes de 30 Vies, avec le rôle de Marjorie Grenier, rivale amoureuse d'Élisabeth Bergeron, jouée par Mariloup Wolfe. En 2014, elle interprète le rôle du personnage éclaté de Maripier Renaud, dans la série télé Les Jeunes Loups, de Réjean Tremblay, qui reviendra pour une seconde saison en 2016. Toujours en 2014, son rôle de Elise de la Serre dans le jeu vidéo Assassin's Creed: Unity lui vaut une nomination aux prix ACTRA.
En 2015, elle tient le premier rôle du court métrage Mme Liliane, un film de Junna Chif récompensé de nombreux prix au Canada et aux États-Unis, en plus d'être présenté un peu partout en Europe,,. Elle enchaîne avec un autre court-métrage, Tableau de chasse, de Gabriel Allard, puis un épisode de la série télé américaine The Art of More où elle personnifie Allison Coleman. À la fin de l'année, elle tourne un épisode de la série télé Mon ex à moi, diffusé en 2016. Le personnage de Karyne est enceinte de 8 mois, tout comme la comédienne.
Au printemps 2016, tournage du court-métrage Exodus, de Daniel Gaudreau et Mark Antony Krupa, présenté fin juillet de la même année au Festival international Fantasia, de Montréal. Suit un automne chargé, d'abord avec une participation à l'émission Les dieux de la danse où elle impressionne, puis la sortie de la websérie américaine Cold et du court-métrage Cry Wolf, de Gabriel Allard. S'ajoutent plusieurs tournages, un long-métrage, Le trip à trois, et des séries télé dont la sortie est prévue en 2017. À l'automne 2016, elle participe au court-métrage de sa compagnie de production Grand Karma, Something Beautiful, dans le cadre du concours international 100 Hours Film Race. Elle y décroche le prix de meilleure actrice. À la fin de l'été 2017, une présence remarquée dans cinq épisodes de la série télé quotidienne District 31, où elle campe le rôle d'une mère éplorée, Amélie Benoit. À l'automne 2018, elle devient Mathilde dans la série Le jeu, diffusée à TVA. Au printemps 2019, diffusion de la première saison de la télésérie Les Newbies, où elle campe le rôle de Ann-Julie. Elle reprend le rôle pour la deuxième saison, diffusée au printemps 2020.
Le 20 octobre 2024, elle remporte le prix ACTRA « Outstanding Performance in Film » (Meilleure performance dans un film) pour son rôle de Mary Jane Morris dans le film Snow Angel (La descente), réalisé par son conjoint, Gabriel Allard. 
En couple avec le cinéaste et réalisateur Gabriel Allard.

### Autres activités
En 2012, elle collabore avec l'artiste maquilleur Bruno Rhéaume qui lui consacre un chapitre de son livre Belles.
En 2013, elle s'envole vers le Maroc où elle forme l'équipage 192 du Rallye Cap Femina Aventure, en compagnie de Julie Perreault. Les deux comédiennes québécoises terminent 9e sur 40 équipes dont plusieurs plus expérimentées qu'elles,.
Le 15 novembre 2016, elle coanime le gala des Canadian Video Games Awards au Palais des Congrès de Montréal.
En janvier 2017, elle lance officiellement la compagnie de production Grand Karma, en compagnie du réalisateur Gabriel Allard, son compagnon de vie.

### Engagements
Catherine Bérubé est porte-parole de l'organisme Aux Sources du Bassin de Chambly, qui vient en aide aux personnes défavorisées.
Elle décide de s'impliquer, à titre de Gouverneur, dans la Fondation des Gouverneurs de l'espoir, un organisme qui investit dans la recherche sur le cancer et supporte des familles québécoises dont un enfant est atteint de cancer. Elle est porte-parole de l'organisme Centre multifonctionnel Horizon.

## Filmographie
- 2005 : Human Trafficking (téléfilm, Trafic humain ou Trafic d'innocence en France) : jeune prostituée russe
- 2006 : Naked Josh (Les Leçons de Josh, série télévisée) : une serveuse
- 2006 : Pendant ce temps, devant la télé (série télévisée) : Sophie
- 2006 : La Vie secrète des gens heureux : Sara
- 2006 - 2007 : Durham County (série télévisée) : Julia Travis
- 2007 - 2008 : Sophie (série télévisée) : Bridget
- 2008 : 5150, rue des Ormes - Josée
- 2009 : Second Chances (téléfilm, Seconde chance ou Le Serpent de septembre en France) : Becky Wade
- 2009 : Recon 2023 (The Gauda Prime Conspiracy) - Ansha
- 2010 - 2011 : Toute la vérité (série télévisée) : Geneviève Daigneault
- 2010 - 2014 : 19-2 (série télévisée) : Audrey Pouliot
- 2011 : La Bierman - Pilote d'une série télé[20]
- 2011 : Le Voile (court-métrage) : Sœur Anne
- 2011 : Being Human 2 (série télévisée) : Chelsea
- 2012 : Christmas with Holly (téléfilm, Trois oncles et une fée) : Kate Conway
- 2013 : Bomb Girls: Facing the Ennemy (téléfilm, Des femmes et des bombes: Face à l'ennemi) : Helen Buchinsky
- 2013 : Il était une fois dans le trouble (série télévisée) : Monique[21]
- 2013 : Mensonges (série télévisée) : Karine Mercier
- 2013 : 30 vies IV (série télévisée) : Marjorie Grenier
- 2013 : 19-2 (version anglaise) (série télévisée, épisodes 5-6-7) : Laura (ambulancière)
- 2013 : Werewoman (websérie) : Mandy
- 2013 - 2015 : Les Jeunes Loups (série télévisée) : Maripier Renaud
- 2014 : Code 619 (court métrage) : Annabelle Gagnon
- 2014 : D'efficience (court métrage) : voix
- 2015 : 19-2 : 10-4 Over (court métrage) : Audrey Pouliot
- 2015 : 19-2 : La Béquille (court métrage) : Audrey Pouliot
- 2015 : 19-2 : L'Alerte Amber (court métrage) : Audrey Pouliot
- 2015 : Secret d'hiver : Dominique
- 2015 : The Art of More (série télévisée) : Allison Coleman
- 2015 : Tableau de chasse (court métrage) : Manon
- 2015 : Mme Liliane (court métrage) : Liliane[8]
- 2015 : SOS Maman (websérie)[22]
- 2015 : Mon ex à moi (série télévisée) : Karyne
- 2016 : Exodus (court métrage)
- 2016 : Cold (websérie américaine) - Norma
- 2016 : Cry Wolf (court métrage) - Amanda
- 2016 : She Came Knocking (court métrage) - Jen
- 2016 : Le Trip à trois - Alexe
- 2016 : The Monster Within (court métrage) - Jenny
- 2016 : Ruptures (série télévisée, saison 2 épisodes 3-4) : Laura Fontaine
- 2016 : Victor Lessard: Rouge mémoire (série télévisée) : Isabelle Harper[17]
- 2016 : The Disappearance (La disparition) (série télévisée): Lisa Cooke[4]
- 2016 : Something Beautiful (court métrage) - Justine
- 2017 : Reign (série télévisée, saison 4 épisode La Reine - Reign : Le destin d'une reine en France) : Emmanuelle[4]
- 2017 : You Arrive - Thérapeute
- 2017 : District 31 (série télévisée) : Amélie Benoit
- 2017 : Anna (websérie) : Ève
- 2018 : Dormir avec Mathilde (websérie) : Magdalena
- 2018-2019 : Les Newbies (série télévisée, saison 1 et 2) : Ann-Julie[23]
- 2018 : Le Jeu (série télévisée) : Mathilde
- 2018 : Blood & Treasure (série télévisée) : Midge
- 2019 : Épidémie (série télévisée) : Geneviève Lévesque
- 2019 : Transplant (série télévisée) : Jessica Brown
- 2020 : Discussions avec mes parents (série télévisée) : Sophie
- 2021 : Ô psychologue  (websérie) : la thérapeute
- 2021 : Alertes - (série télévisée)  Pénélope Roy
- 2021 : Survivre à ses enfants (série télévisée) : Annie Legault
- 2021 : Snow Angel (La descente) : Mary Jane Morris
- 2021 : L'Effet secondaire (série télévisée) : Viviane
- 2021 : Les Bienvenu... ou presque (série télévisée) : Valence
- 2022 : Pillow Talk (série télévisée) : Caroline
- 2022 : Where the Witch Lives (court métrage) : Christine
- 2022 : L'Assistante Spéciale (court métrage) : Caroline
- 2023 : Wong & Winchester (série télévisée) : Karen Black
- 2023 : Plan B (série télévisée, version anglaise) : Miriam Tremblay
- 2023 : Beau Is Afraid : épouse de Beau
- 2023 : Invisibles : Caroline
- 2024 : In Memoriam (série télévisée) : Mathilde Lambert
- 2024 : Les enfants ont peur (court métrage) : Mylène
- 2024 : Indéfendable (série télévisée) : Agnès Poulin
- 2024 : Discussions avec mes parents (série télévisée) : Sophie
- 2024 : Double jeu (série télévisée) : Joanie
- 2024 : Hudson & Rex (série télévisée) : Sophie Nolan
- 2024 : Hair of the Bear :  Nicole (sortie prévue en 2025)
- 2025 : La nuit devant nous (série télévisée) : Roxanne

## Théâtre
- 2004-2005 : No Sweat : Shelby
- 2004-2005 : Gremlin : Angela
- 2006 : Much Ado about Nothing : Hero
- 2006 : Johnny Canuck and the Last Burlesque : The Maid
- 2007 : As You Like It : Phebe
- 2007-2013 : Le Capitaine Grosnez et le Secret précieux : Atchou
- 2008 : Hedda Gabler : Thea
- 2009 et 2011 : Haunted : Esther
- 2009-2010 : Penumbra : Constance
- 2010 : Paradise by the River : Hélène
- 2011-2013 : Le Capitaine Grosnez - Objectif île de soi : Atchou
- 2014 : Mission Séduction : Isabelle

## Jeu vidéo
- 2014 : Assassin's Creed: Unity: Élise de la Serre
- 2021 : Outriders: Bailey
- 2024 : Star Wars Outlaws: voix

## Prix et nominations
- 2011 : Nomination au gala des prix Gémeaux dans la catégorie Meilleur rôle de soutien féminin dramatique, pour 19-2
- 2014 : Meilleure actrice - Code 619 - Festival des films de l'Institut Trebas [24]
- 2015 : Nomination aux prix Actra - Meilleure actrice - Assassin's Creed Unity[6]
- 2016 : Meilleure actrice - Something Beautiful - 100 Hours Film Race[12]
- 2022 : Prix du jury - Believe Psychology Film Festival - You arrive
- 2023 : Meilleure actrice - Oniros Film Awards - Snow Angel (La descente)
- 2023 : Meilleur scénario - Oniros Film Awards - Snow Angel (La descente)
- 2024 : Un prix Actra - Performance exceptionnelle dans un film - Snow Angel (La descente)